# Adolf Aisch
Hermann Adolf Wilhelm Aisch (* 7. April 1867 in Cottbus, Brandenburg; † 19. Dezember 1954 in Tündern bei Hameln, Niedersachsen) war ein deutscher evangelischer Pfarrer und heimatkundlicher Schriftsteller.

## Leben

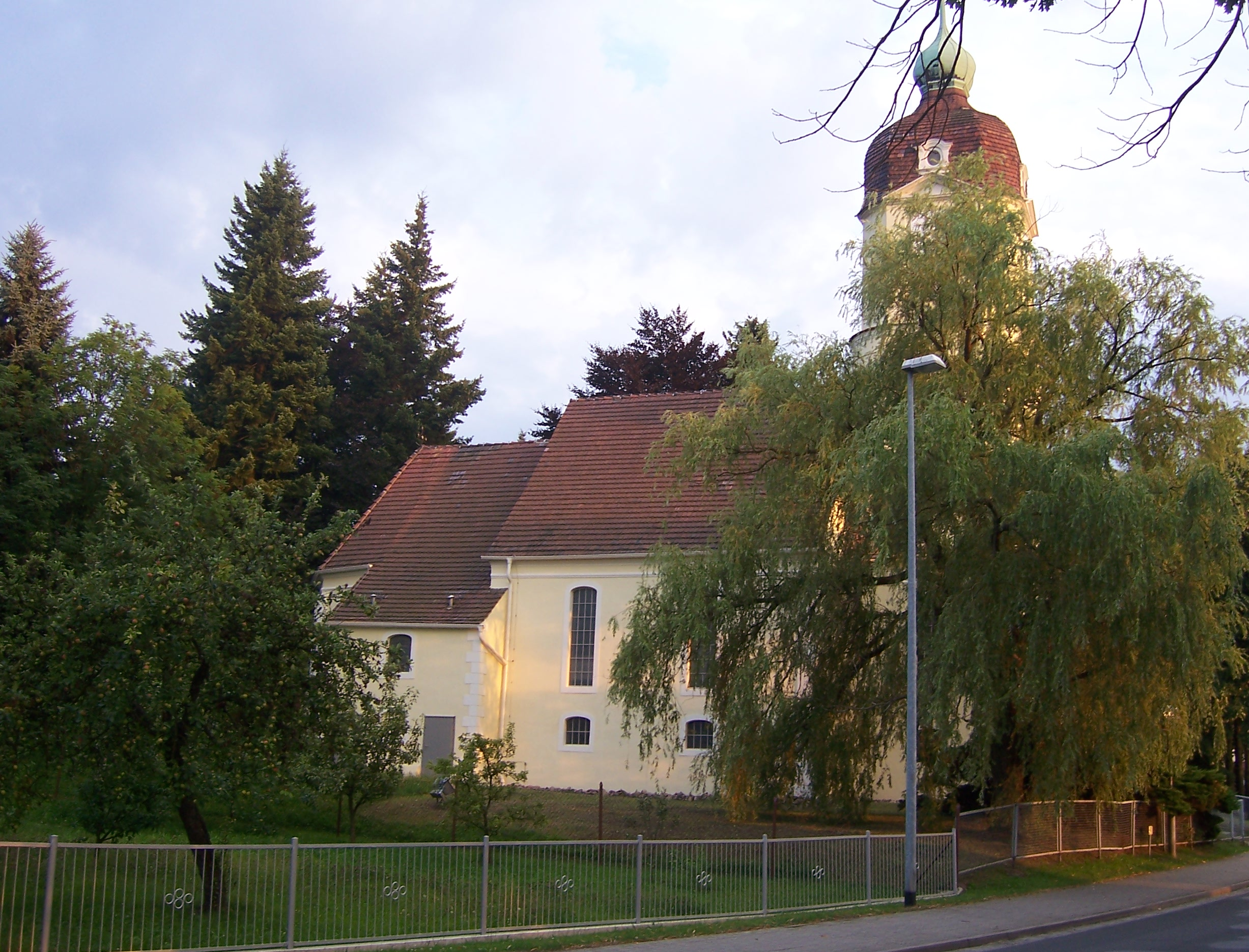
An der Trinitatis-Kirche in Gablenz hatte Aisch seine erste eigene Pfarrstelle.

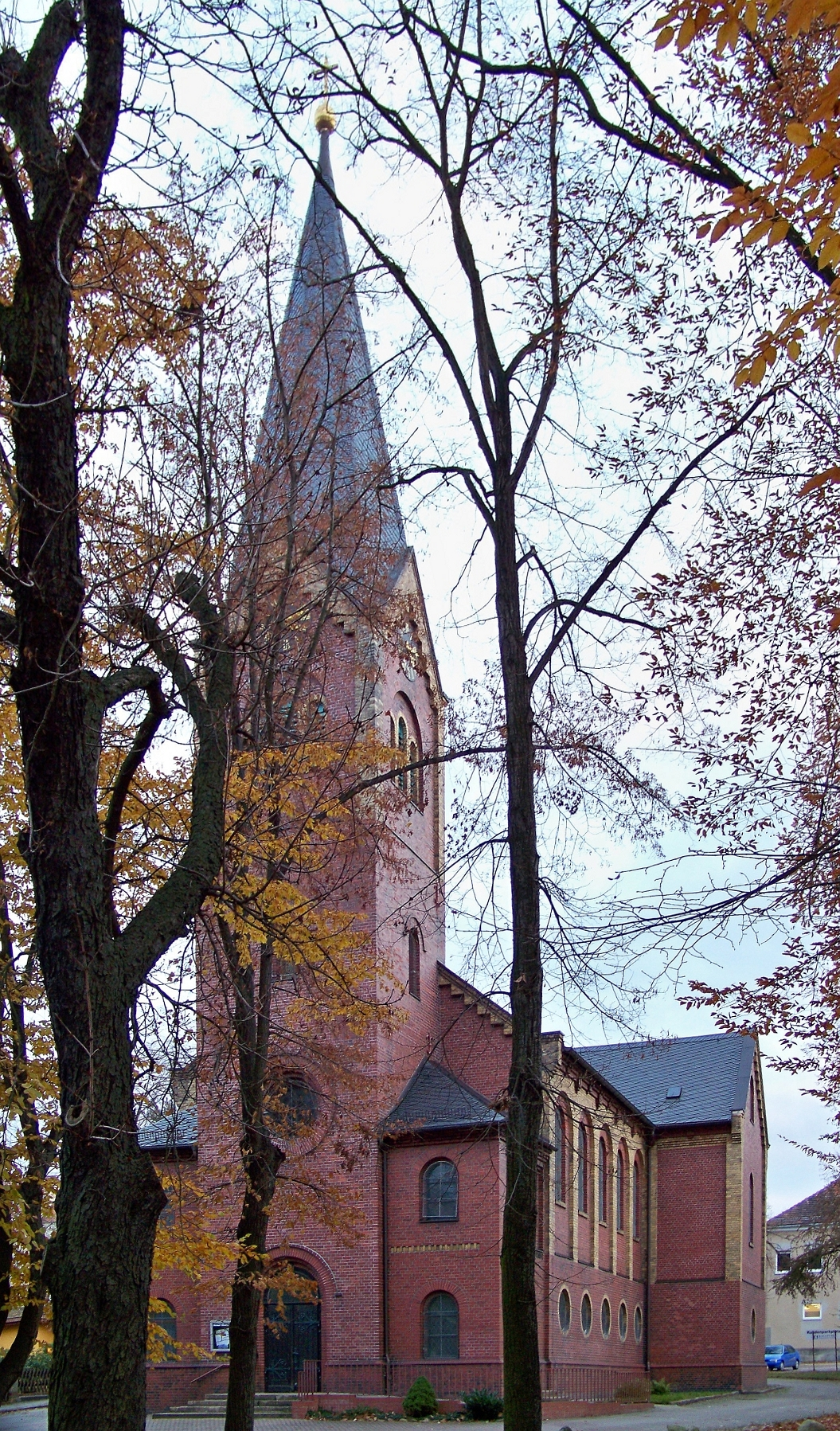
An der Kreuzkirche in Weißwasser war Aisch 18 Jahre lang tätig.

Aisch war der älteste Sohn des königlich preußischen Forstkassen-Rendanten Adolf Aisch († 1882) und dessen Frau Marie, geb. Linde. Er besuchte die Volksschule in Müllrose und das Gymnasium in Frankfurt (Oder). Nach dem Erhalt des Abiturs am 31. August 1887 studierte er Theologie, zuerst in Greifswald, später in Breslau, wo er auch die beiden theologischen Prüfungen ablegte.
Anfang des Jahres 1895 war er Prädikant in Lietzen (Kreis Lebus), kam jedoch schon zum 1. April für ein Jahr als Lehrvikar zum Superintendenten Friedrich Rohkohl nach Wernersdorf im Riesengebirge. Dem folgte am 31. März 1896 die Ordination in Breslau, eine Anstellung als Pfarrvikar in der oberschlesischen Stadt Cosel und zum 1. Oktober 1897 in Schreiberhau im Riesengebirge.
Am 20. November 1898 trat Adolf Aisch das Amt des Diakons und zweiten Pastors in Zibelle bei Muskau an. Hier heiratete er am 12. Juli 1899 Marie Elisabeth Rohkohl, Tochter des Superintendenten Rohkohl. Von Zibelle wurde er am 1. Dezember 1901 ins etwas westlich gelegene Kirchspiel Gablenz berufen, um dort die vakante Pfarrstelle zu besetzen. Am 19. Mai 1903 trat Aisch der Oberlausitzischen Gesellschaft der Wissenschaften bei. Anlässlich der 150-jährigen Kirchweihe in Gablenz veröffentlichte Aisch im Jahr 1909 eine Chronik über das Kirchspiel Gablenz. Mit Zitaten aus der zeitgenössischen handschriftlichen Chronik des langjährigen Pfarrers Peter Friedrich Halke (1761–1833, Gablenzer Pfarrer seit 1786) gewährte er dabei einem weiteren Leserkreis Einblicke in die schwere Zeit der Truppendurchzüge der Jahre 1812 (Russlandfeldzug) und 1813 (Befreiungskriege).
Im Jahr 1916 wechselte er ins benachbarte Weißwasser, wo er bis 1934 als Pfarrer an der Kreuzkirche tätig war. In diese Zeit fällt der erste Umbau des 1892/1893 errichteten Bauwerks.
Adolf Aisch verbrachte seinen Lebensabend im niedersächsischen Tündern nahe Hameln bei seiner 1908 geborenen Tochter Katharina Gottliebe Maria Martina, genannt Käthe, der Ehefrau des Tünderner Pastors Gerhard Wilczek. Er starb am 19. Dezember 1954 im Alter von 87 Jahren und wurde in Tündern beerdigt. Ein Grabgelege auf dem dortigen Friedhof existiert nicht mehr.

## Werke
- Adolf Aisch: Geschichte des evangelischen Kirchspiels Gablenz O.-L. Görlitz 1909 (Digitalisat der SLUB Dresden [PDF; 40,0 MB]).
- Adolf Aisch: Die Muskauer Schützengilde. Festschrift aus Anlass ihres 400 jährigen Bestehens. Muskau 1911.

Unselbständige Veröffentlichungen:
- Drei Urkunden aus dem Jahre 1463 betreffend die Viereichische Heide. In: Neues Lausitzisches Magazin. Band 83, Görlitz 1907.
- Kurzer Abriß der Geschichte von Muskau. In: Adreßbuch von Muskau-Weißwasser. Verlag von Emil Hampel, Weißwasser 1908.